# Bahnstrecke Weißwasser–Forst
| |                         |                                  |                                  |
| Streckennummer: | 6575                    |                                  |                                  |
| Kursbuchstrecke (DB): | 206.46 (1996)           |                                  |                                  |
| Kursbuchstrecke: | 154e (1934) 177h (1946) |                                  |                                  |
| Streckenlänge: | 29,910 km               |                                  |                                  |
| Spurweite: | 1435 mm (Normalspur)    |                                  |                                  |
| Streckenklasse: | D4 (1996)               |                                  |                                  |
| Maximale Neigung: | 13 ‰                    |                                  |                                  |
| Minimaler Radius: | 300 m                   |                                  |                                  |
| |                         |                                  |                                  |
| \| \| \| von Görlitz \| \| \| \| \| von Bad Muskau \| \| \| \| 0,00 \| Weißwasser (Oberlausitz) \| 145 m \| \| \| \| nach Cottbus \| \| \| \| 4,69 \| Halbendorf (Kr Weißwasser) \| 140 m \| \| \| \| Landesgrenze Sachsen–Brandenburg \| \| \| \| 9,23 \| Wolfshain \| 130 m \| \| \| 12,18 \| Friedrichshain \| 130 m \| \| \| 14,60 \| Döbern (b Forst) \| 130 m \| \| \| 17,02 \| Groß Kölzig \| 130 m \| \| \| \| Anschluss Flugplatz Preschen \| \| \| \| 23,33 \| Simmersdorf \| 85 m \| \| \| \| Bundesautobahn 15 \| \| \| \| \| Gewerbegebiet Forst \| \| \| \| \| von Żary \| \| \| \| 29,91 \| Forst (Lausitz) \| 80 m \| \| \| \| von und nach Guben \| \| \| \| \| nach Cottbus \| \| |                         |                                  |                                  |
| Strecke |                         | von Görlitz                      | von Görlitz                      |
| Abzweig geradeaus und ehemals von rechts |                         | von Bad Muskau                   | von Bad Muskau                   |
| Bahnhof | 0,00                    | Weißwasser (Oberlausitz)         | 145 m                            |
| Abzweig ehemals geradeaus und nach links |                         | nach Cottbus                     | nach Cottbus                     |
| Bahnhof (Strecke außer Betrieb) | 4,69                    | Halbendorf (Kr Weißwasser)       | 140 m                            |
| Grenze (Strecke außer Betrieb) |                         | Landesgrenze Sachsen–Brandenburg | Landesgrenze Sachsen–Brandenburg |
| Bahnhof (Strecke außer Betrieb) | 9,23                    | Wolfshain                        | 130 m                            |
| Haltepunkt / Haltestelle (Strecke außer Betrieb) | 12,18                   | Friedrichshain                   | 130 m                            |
| Bahnhof (Strecke außer Betrieb) | 14,60                   | Döbern (b Forst)                 | 130 m                            |
| Bahnhof (Strecke außer Betrieb) | 17,02                   | Groß Kölzig                      | 130 m                            |
| Abzweig geradeaus und von rechts (Strecke außer Betrieb) |                         | Anschluss Flugplatz Preschen     | Anschluss Flugplatz Preschen     |
| Bahnhof (Strecke außer Betrieb) | 23,33                   | Simmersdorf                      | 85 m                             |
| Strecke mit Straßenbrücke (Strecke außer Betrieb) |                         | Bundesautobahn 15                | Bundesautobahn 15                |
| Betriebsstelle Strecke bis hier außer Betrieb |                         | Gewerbegebiet Forst              | Gewerbegebiet Forst              |
| Abzweig geradeaus und von rechts |                         | von Żary                         | von Żary                         |
| Bahnhof | 29,91                   | Forst (Lausitz)                  | 80 m                             |
| Abzweig geradeaus, ehemals nach rechts und ehemals von rechts |                         | von und nach Guben               | von und nach Guben               |
| Strecke |                         | nach Cottbus                     | nach Cottbus                     |

Die Bahnstrecke Weißwasser–Forst war eine Nebenbahn in Sachsen und Brandenburg. Die rund 30 Kilometer lange Strecke verband mehrere Industriestandorte zwischen Weißwasser und Forst (Lausitz). 1996 wurde die Strecke stillgelegt.

## Geschichte
Weißwasser, seit 1815 unter preußischer Verwaltung, wurde 1867 an die Berlin-Görlitzer Bahn angebunden. Die Mitglieder des im Folgejahr gegründeten Komitees der Interessenten für den Bau einer Eisenbahnlinie Forst–Weißwasser waren sich immer wieder uneins über die geplante Streckenführung, so dass diese mehrfach überarbeitet werden musste und das Komitee sich letztlich auflöste.
Das im Jahr 1880 neu gegründete Komitee erhielt am 19. Oktober 1880 die Genehmigung für den Bau der Bahnstrecke durch das preußische Ministerium für Handel, Gewerbe und öffentliche Arbeiten. Die mit 1,569 Millionen Mark bezifferten Baukosten sollten über die Vergabe von Aktien beschafft werden, was sich bald als Problem erwies. Nachdem die Berlin-Görlitzer Eisenbahn 1882 verstaatlicht wurde, versuchte das Komitee den preußischen Staat in die Finanzierung einzubeziehen. Im Jahr 1886 gab es eine Finanzierungs- und Bauzusage, wenn im Gegenzug die notwendigen Grundstücke durch die Komiteemitglieder zur Verfügung gestellt würden.

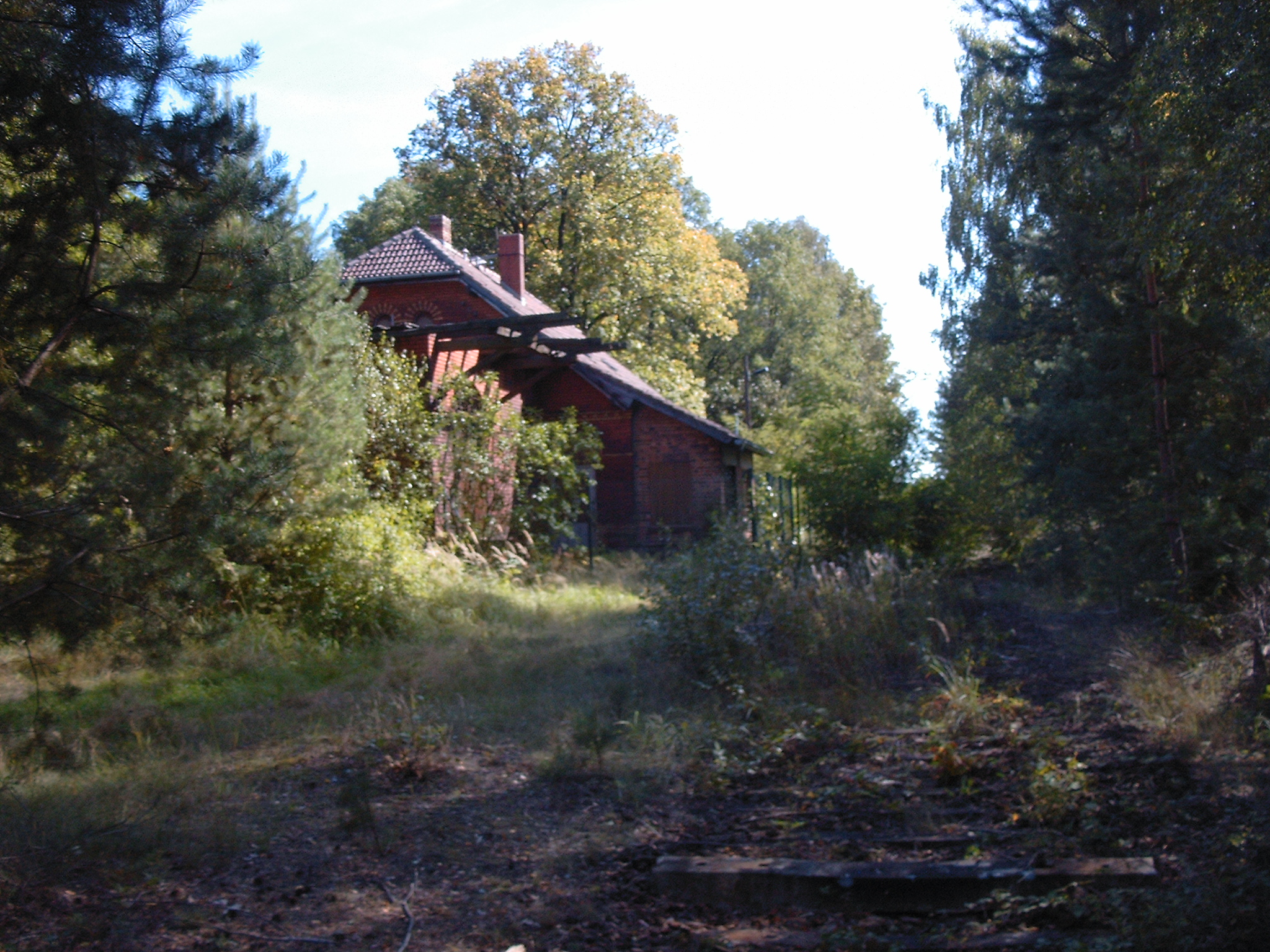
Verlassener Bahnhof Halbendorf an der abgebauten Strecke im Jahr 2007, zwischenzeitlich zum Wohnhaus umgenutzt

Die Bauleitung wurde am 6. April 1887 von der Königlichen Eisenbahndirektion Berlin übernommen. Am 22. August 1888 begannen die Vorarbeiten für den Bau, und am 8. August des Folgejahres erfolgte der erste Spatenstich. Das Eisenbahn-Betriebsamt Cottbus, dem die Strecke unterstellt wurde, überwachte den Bau.
Bis 1891 erfolgte der Bau der Strecke sowie der Anschlussgleise zu zahlreichen Kohlegruben und Industrie-, hauptsächlich Glasbetrieben. Durch notwendige Umbauarbeiten an den Bahnhöfen in Forst und Weißwasser erhöhten sich die Baukosten auf 1,99 Millionen Mark.
Am 1. September 1891 wurde der Güter-, am 1. Oktober der Personenverkehr aufgenommen.
Nach der deutschen Wiedervereinigung und dem damit verbundenen Wechsel des Landkreises Weißwasser nach Sachsen lag die Strecke geographisch am äußeren Rand zweier Bundesländer. Der Verkehr auf ihr wurde am 27. September 1996 eingestellt, am 29. Dezember 1998 wurde sie offiziell stillgelegt, teilweise erfolgte danach ein Gleisrückbau. Der Abschnitt von Strecken-km 22,906 bis Forst blieb als Nebengleis erhalten.

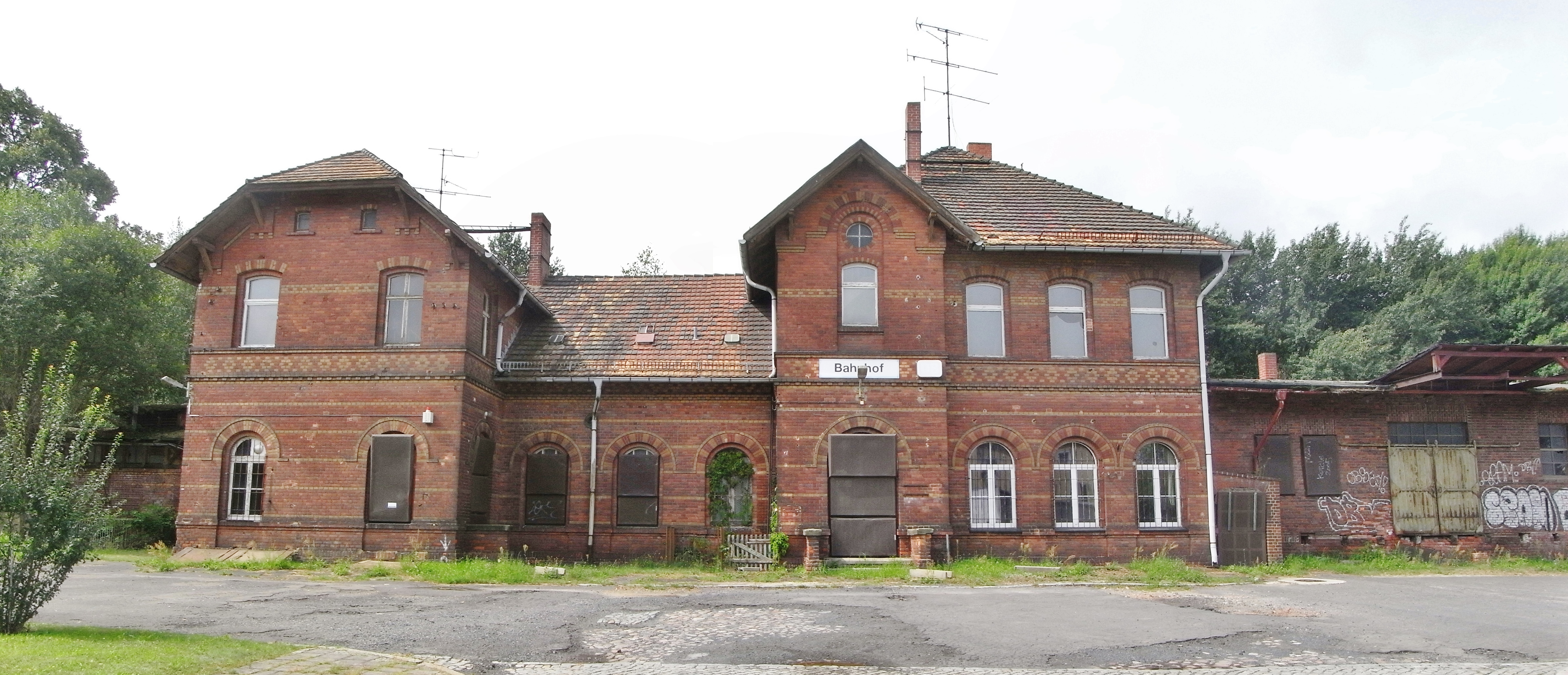
Aufgegebener Bahnhof von Döbern

Im Jahr 2011 wurde der Teil von Forst bis ins Forster Gewerbegebiet für die dort ansässigen Firmen wieder in Betrieb genommen.